# 弗朗切斯科·穆索
弗朗切斯科·穆索（義大利語：Francesco Musso，1937年8月22日—），意大利男子拳击运动员。他曾代表意大利参加1960年夏季奥林匹克运动会拳击比赛，获得男子羽量级金牌。